# Médaille Daniel-Guggenheim

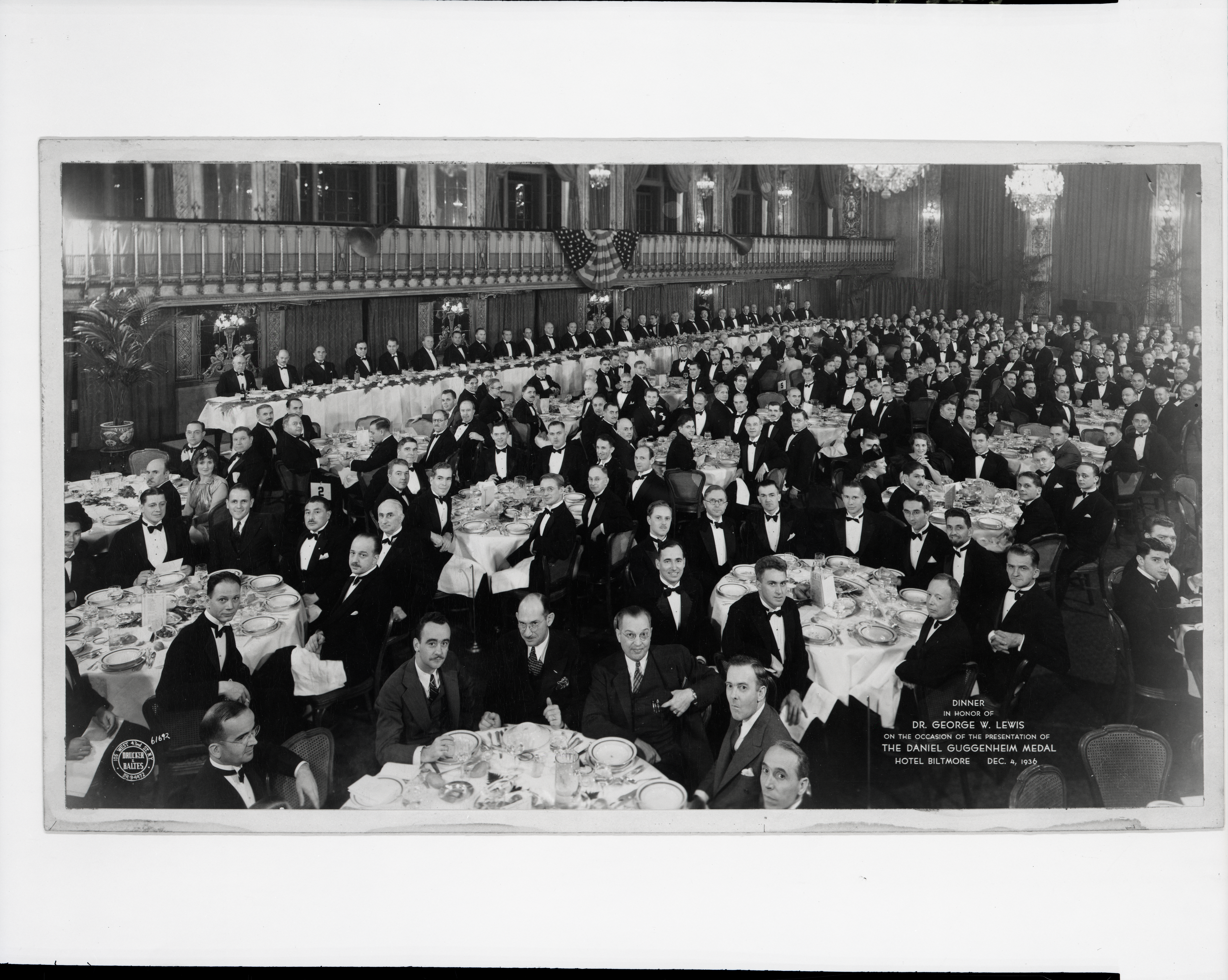
Dîner en honneur du Dr George W.Lewis (lauréat 1936).

La médaille Daniel-Guggenheim est un prix américain destiné à récompenser les travaux en ingénierie aéronautique. Il a été créé en 1928 par Daniel et Harry Guggenheim.
Les lauréats sont choisis par les sociétés suivantes : l'American Society of Mechanical Engineers, la SAE International, et l'American Institute of Aeronautics and Astronautics.

## Lauréats[1]
- 1929 Orville Wright
- 1930 Ludwig Prandtl
- 1931 Frederick W. Lanchester
- 1932 Juan de la Cierva
- 1933 Jerome Hunsaker
- 1934 William Edward Boeing
- 1935 William F. Durand
- 1936 George W. Lewis
- 1937 Hugo Eckener
- 1938 Alfred H. Fedden
- 1939 Donald Wills Douglas
- 1940 Glenn Luther Martin
- 1941 Juan Trippe
- 1942 James H. Doolittle
- 1943 Edmund T. Allen
- 1944 Lawrence Dale Bell
- 1945 Theodore P. Wright
- 1946 Frank Whittle
- 1947 Lester D. Gardner
- 1948 Leroy R. Grumman
- 1949 Edward P. Warner
- 1950 Hugh L. Dryden
- 1951 Igor Sikorsky
- 1952 Geoffrey de Havilland
- 1953 Charles Lindbergh
- 1954 Clarence D. Howe
- 1955 Theodore von Kármán
- 1956 Frederick B. Rentschler
- 1957 Arthur E. Raymond
- 1958 William Littlewood
- 1959 George Edwards
- 1960 Grover Loening
- 1961 Jerome F. Lederer
- 1962 James Howard Kindelberger
- 1963 James Smith McDonnell
- 1964 Robert Goddard
- 1965 Sydney Camm
- 1966 Charles Stark Draper
- 1967 George S. Schairer
- 1968 H. M. Horner
- 1969 H. Julian Allen
- 1970 Jakob Ackeret
- 1971 Archibald E. Russell
- 1972 William C. Mentzer
- 1973 William M. Allen
- 1974 Floyd L. Thompson
- 1975 Duane L. Wallace
- 1976 Marcel Dassault
- 1977 Cyrus R. Smith
- 1978 Ed Heinemann
- 1979 Gerhard Neumann
- 1981 Edward C. Wells
- 1982 David S. Lewis, Jr.
- 1983 Nicholas J. Hoff
- 1984 Thomas H. Davis
- 1985 Thornton A. Wilson
- 1986 Hans W. Liepmann
- 1987 Paul MacCready
- 1988 J. R. D. Tata
- 1989 Fred E. Weick
- 1990 J. F. Sutter
- 1991 Hans Joachim Pabst von Ohain
- 1992 Bernard L. Koff
- 1993 Ludwig Bölkow
- 1994 Helmut H. Korst
- 1995 Robert C. Seamans
- 1996 William R. Sears
- 1996 Dale S. Warren
- 1997 Richard W. Taylor
- 1997 Abe Silverstein
- 1998 Richard Coar (en)
- 1999 Frank E. Marble (en)
- 2000 William H. Pickering
- 2001 Richard T. Whitcomb
- 2002 John G. Borger
- 2003 Holt Ashley (en)
- 2004 Courtland Perkins
- 2005 Eugene E. Covert (en)
- 2006 Robert Loewy (en)
- 2007 Alexander H. Flax (en)
- 2008 Earl Dowell
- 2009 Arthur E. Bryson
- 2010 Robert H. Liebeck (en)
- 2011 Burt Rutan
- 2012 Frank D. Robinson (en)
- 2013 Abraham Karem (en)
- 2014 Alan Mulally (en)
- 2015 Antony Jameson (en)
- 2016 Walter Vincenti (en)
- 2017 Paul Bevilaqua (en)
- 2018 Irvin Glassman
- 2019 Sheila Widnall
- 2020 Ozires Silva (en)
- 2021 Alan C. Brown
- 2023 Wayne Johnson
- 2024 Michimasa Fujino (en)